# Ајглсбах
Ајглсбах (њем. Aiglsbach) општина је у њемачкој савезној држави Баварска. Једно је од 24 општинска средишта округа Келхајм. Према процјени из 2010. у општини је живјело 1.685 становника. Посједује регионалну шифру (AGS) 9273113.

## Географија
Ајглсбах се налази у савезној држави Баварска у округу Келхајм. Општина се налази на надморској висини од 415 метара. Површина општине износи 40,0 km².

## Становништво
У самом мјесту је, према процјени из 2010. године, живјело 1.685 становника. Просјечна густина становништва износи 42 становника/km².